# Поплавский, Борис Юлианович
Бори́с Юлиа́нович Попла́вский (24 мая [6 июня] 1903, Москва — 9 октября 1935, Париж) — поэт и прозаик русского зарубежья (первая волна эмиграции).

## Биография
Родился 24 мая (6 июня) в Москве. Его родители познакомились во время учёбы в консерватории. Отец, Юлиан Игнатьевич (скончался в 1958 г.), был русско-литовского происхождения, окончил Московскую консерваторию (ученик П. И. Чайковского). Мать, Софья Валентиновна Кохманская (скончалась в 1948 г.), принадлежала к немецкому остзейскому дворянскому роду, собиралась стать скрипачкой. После женитьбы отец оставил музыку и стал заниматься коммерческой деятельностью, чтобы обеспечивать семью. В семье Поплавских было четверо детей. Вместе с матерью дети часто выезжали за границу, жили в Италии и Швейцарии. У Поплавского рано умерла старшая сестра Наталья (1900—1920-е), которая издала в 1917 году сборник стихов «Стихи зелёной дамы».
Наряду с русской Борис Юлианович знакомился и с французской литературой, читал её в оригинале. Французский для него был вторым родным языком.
В Москве Б. Ю. Поплавский начал учиться во французском лицее. Там он начал писать стихи — примером для него была сестра Наталья. Развитию увлечения способствовало и то, что в доме Поплавских собирался литературно-художественный кружок, выступали поэты и музыканты.
После революции отец с младшим сыном уезжают в Харьков, затем живут в Крыму. В январе 1919 года в Ялте в Чеховском литературном кружке состоялось первое выступление молодого поэта.
В июле, после наступления Добровольческой армии, Поплавские поселились в Ростове-на-Дону. Там Б. Ю. Поплавский посещал литературный кружок «Никитинские субботники».
В последний период Гражданской войны Поплавский вместе с родителями отплыли в Константинополь. В это время Борис осознаёт литературу делом всей жизни. Вместе с В. А. Дукельским он создал местное отделение «Цеха поэтов», входил в парижские литературные группы «Гатарапак» (1921—1922 гг.), «Через» (1923—1924 гг.), Союз молодых поэтов и писателей (с 1925 г.), «Кочевье». Помимо творчества занимался религиозной философией, также его привлекала живопись, много времени он уделял искусству.
В конце мая 1921 года Поплавский вместе с отцом приехали в Париж. В 1922 году он несколько месяцев провёл в Берлине, там он работал в живописном ателье над портретами. В дальнейшем он не возвращался к искусству. Интерес к нему проявлялся только в художественной критике, которую он размещал в журналах «Воля России», «Числа» (многие его статьи посвящены художникам русского Парижа: Марку Шагалу, Михаилу Ларионову, Абраму Минчину и др.)
С 1921 года Б. Ю. Поплавский активно участвует в литературной жизни русского Парижа. В начале 20-х годов он является членом авангардистских «левых» объединений. В то же время поэт продолжает образование, посещая занятия на историко-филологическом факультете Сорбонны. Вскоре эти занятия пришлось ему прекратить, и в дальнейшем университетом для него стала библиотека святой Женевьевы, где он изучал книги по истории, философии и теологии. Литературная жизнь в 20-е годы концентрировалась в кафе, где собирался весь «Русский Монпарнас». Там Поплавский выступал на литературно-философских диспутах, читал свои стихи.
Поплавский скончался в Париже 9 октября 1935 вместе со своим случайным знакомым С. Ярхо от отравления наркотическим веществом (по одной из версий, это было самоубийство, по другой — с собой покончить решил приятель Поплавского, захотевший «прихватить» кого-нибудь на тот свет). Отпевание Бориса Поплавского происходило 19 октября 1935 года в православной церкви Покрова Пресвятой Богородицы на рю де Лурмель в 15 округе Парижа (здание не сохранилось) при большом стечении народа. На отпевании присутствовали многие видные представители русского литературного зарубежья. В тот же день трагически погибший поэт был похоронен на парижском кладбище Иври в Иври-сюр-Сен. В 1948 году останки поэта были перезахоронены на русском кладбище в Сент-Женевьев-де-Буа в одной могиле с его матерью Софьей, скончавшейся в том же году.

## Творчество
Для прозы и поэзии Поплавского характерно влияние творчества Артюра Рембо, французского сюрреализма и русского символизма (прежде всего Блока); кроме того, в начале 20-х годов Поплавский испытал сильное влияние Ильи Зданевича и позже писал, что был в то время «резким футуристом». Автор поэтического сборника «Флаги» (1931) и посмертно изданных сборников «Снежный час» (1936), «В венке из воска» (1938), «Дирижабль неизвестного направления» (1965), «Автоматические стихи» (1999), а также романов «Аполлон Безобразов» (1932, полное издание в 1993), «Домой с небес» (фрагменты появились в 1936—1938, полное издание в 1993).
Основная тема его поэзии — смерть, а мотив — наслаждение смертью, умиранием. Поплавский известен тем, что разработал этот мотив через знаменитый пятистопный хорей (К. Тарановский), что позволило М. Л. Гаспарову назвать его «виртуозом хореической смерти».
В своей поэтике широко использовал метаболы, метафоры и олицетворения. В романах Поплавского встречается большое количество градаций.
Из советских поэтов того времени по структуре своей поэтики Борис Поплавский наиболее близок к Борису Пастернаку и поэтам ОБЭРИУ, в первую очередь Заболоцкому.
Неосуществленная идея опубликования первого поэтического сборника Поплавского («Граммофон на Северном полюсе»), по всей вероятности, принадлежит поэту, писателю и издателю И. М. Зданевичу, с которым поэт был близок в середине 1920-х годов.
В 1927 году издатель и журналист С. М. Ромов планировал издание книги его стихов «Дирижабль неизвестного направления» (60 стихотворений), которая также не вышла.
Впервые стихи Поплавского были опубликованы в 1928 г. в пражском журнале «Воля России».
С 1929 года стихи Поплавского постоянно печатаются в почти недоступных «молодым авторам» «Современных записках». В журнале «Числа» Б. Ю. Поплавский регулярно публикует стихи, критические статьи.
В 1931 году выходит первый поэтический сборник Поплавского «Флаги». К этому времени Поплавского всюду «приняли», в том числе у Мережковских.
В скором времени выяснилось, что он замечательный оратор. Словом, все складывается в литературной судьбе Поплавского весьма успешно.
Сборник «Флаги» оказался единственным прижизненным сборником Б. Ю. Поплавского. Попытки выпустить отдельным изданием роман «Аполлон Безобразов» («Домой с небес» Поплавский закончил за несколько дней до смерти) успехом не увенчались.
Стихи Поплавского из сборника «Флаги» существуют на стыке двух культур. В них преломляется опыт как новой русской (А. Блок, Б. Пастернак), так и французской (Рембо, Аполлинер) поэзии. Его стихи нередко представляют собой «пересказ» неких несуществующих картин. Не случайно поэзию Поплавского неоднократно соотносили с живописью Шагала и, отмечая мощное мелодическое начало, все-таки находили её «более живописной, чем музыкальной».
В стихах Б. Ю. Поплавского 30-х (посмертный сборник «Снежный час») меньше формальной «умышленности», а «трагический импрессионизм» лучших заставляет говорить о Поплавском как о достойном продолжателе традиций русской метафизической лирики.
Проза, обладающая большей степенью формальной свободы, становится следующим этапом развития для «поэта самопознания». Но и сама проза Б. Ю. Поплавского претерпевает аналогичную его поэзии эволюцию: от изобилующего блестящими стилистическими играми «Аполлона Безобразова» (1932) — к жестоко исповедальному, автобиографичному.
Статьи 1933—34 годов — новый этап в творчестве Поплавского-критика. Встреча с Н. И. Столяровой не внесла особых перемен в жизнь поэта, но в его творчестве иной стала тональность мироощущения.

## Сочинения

### Книги
- Поплавский Борис Флаги: Стихи. — Париж: Числа, 1931
- Поплавский Борис Снежный час: Стихи 1931—1935. — Париж, 1936
- Поплавский Борис Из дневников. 1928—1935. — Париж, 1938
- Поплавский Борис В венке из воска: Четвёртая книга стихов. — Париж: Дом книги, 1938
- Поплавский Борис Дирижабль неизвестного направления. — Париж, 1965
- Поплавский Борис Под флагом звёздным: Стихи. — С.-Петербург, 1993
- Поплавский Борис Домой с небес: Романы. С.-Петербург: Логос; Дюссельдорф: Голубой всадник, 1993
- Поплавский Борис Неизданное: Дневники, статьи, стихи, письма. — М.: Христианское издательство, 1996
- Поплавский Борис Стихотворения: «Флаги». «Снежный час». «В венке из воска». «Дирижабль неизвестного направления». — Томск: Водолей, 1997
- Поплавский Борис. Покушение с негодными средствами: Неизвестные стихотворения. Письма к И. М. Зданевичу / Составитель Режис Гейро. — М.: Гилея, Голубой Всадник, 1997. — 160 с. — 1000 экз.
- Поплавский Борис Дадафония: Неизвестные стихотворения 1924—1927. — М.: Гилея, 1999
- Поплавский Борис Автоматические стихи. — М.: Согласие, 1999
- Поплавский Борис Неизданные стихи. — М.: Терра, 2003
- Поплавский Борис Орфей в аду: Неизвестные поэмы, стихотворения и рисунки. — М.: Гилея, 2009
- Поплавский Борис Куски. — Париж: Гилея, 2012 (тираж 50+50 нумерованных экз.)
- Поплавский Борис Небытие: Неизвестные стихотворения 1922—1935 годов. — М.: Гилея, 2013
- Поплавский Борис. Дирижабль осатанел: Русский дада и «адские» поэмы. М.: Гилея, 2023
- Поплавский Борис. Истерика истерик: Стихи времён революции и Гражданской войны / Сост., подг. текстов, коммент. и примеч. С. Кудрявцева. М.: Гилея, 2024
- Поплавский Борис. В смирительной рубашке: Стихи первых парижских лет / Сост., подг. текстов, коммент. и примеч. С. Кудрявцева. М.: Гилея, 2024

### Публикации
- Статья «Вокруг „Чисел“», 1934.
- Аполлон Безобразов. Главы из романа // «Числа», № 2-3, 1930. № 5, 1931; «Опыты», № 1, 5, 6, 1953—1956.
- Домой с небес. Главы из романа // «Круг», № 1-3, 1936—1938; «Русская мысль», 1982, 14.1., 21.1., 28.1. и 5.2.
- Ковчег: Поэзия первой эмиграции. / Сост., авт. предисл. и коммент. В. Крейд. — М.: Политиздат, 1991. — С.266—287. — 511 с.

### Собрание сочинений
- Собрание сочинений. В 3-х т. Berkeley: Berkeley Slavic Specialties, 1980—1981 (под редакцией Симона Карлинского)
- Сочинения. — М.: Летний сад; Журнал «Нева», 1999
- Собрание сочинений. В 3-х томах / Под ред. А. Богословского, Е. Менегальдо. — М.: Согласие, 2000.

## Адреса в Москве
Кривоколенный переулок 14, кв. 35